# 瀬戸内町立久慈中学校

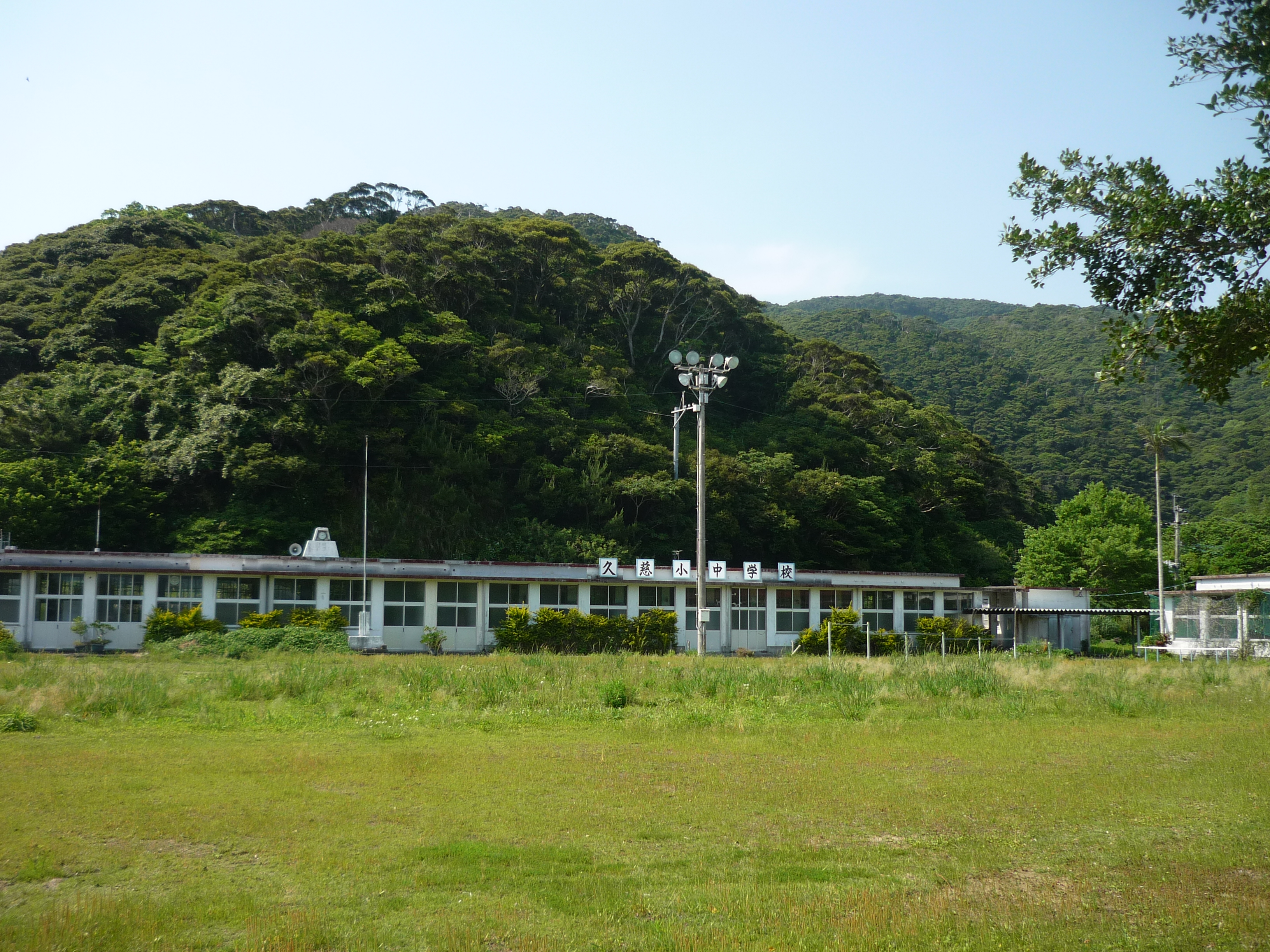
旧久慈小中学校

瀬戸内町立久慈中学校（せとうちちょうりつ くじちゅうがっこう）は、鹿児島県大島郡瀬戸内町にあった町立中学校。2016年（平成28年）3月15日現在，生徒数は２名であった。同年4月から休校となり、2021年（令和3年）3月31日廃校となった。

## 卒業後の進路
- 卒業後は、町内の古仁屋高校や、奄美大島の高校などに進学した。